# Argyrostrotis quadrifilaris
Argyrostrotis quadrifilaris là một loài bướm đêm trong họ Erebidae.

## Hình ảnh

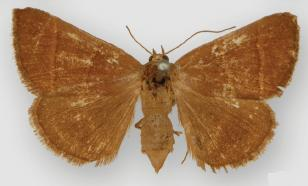